# Grand Slam (Bombe)

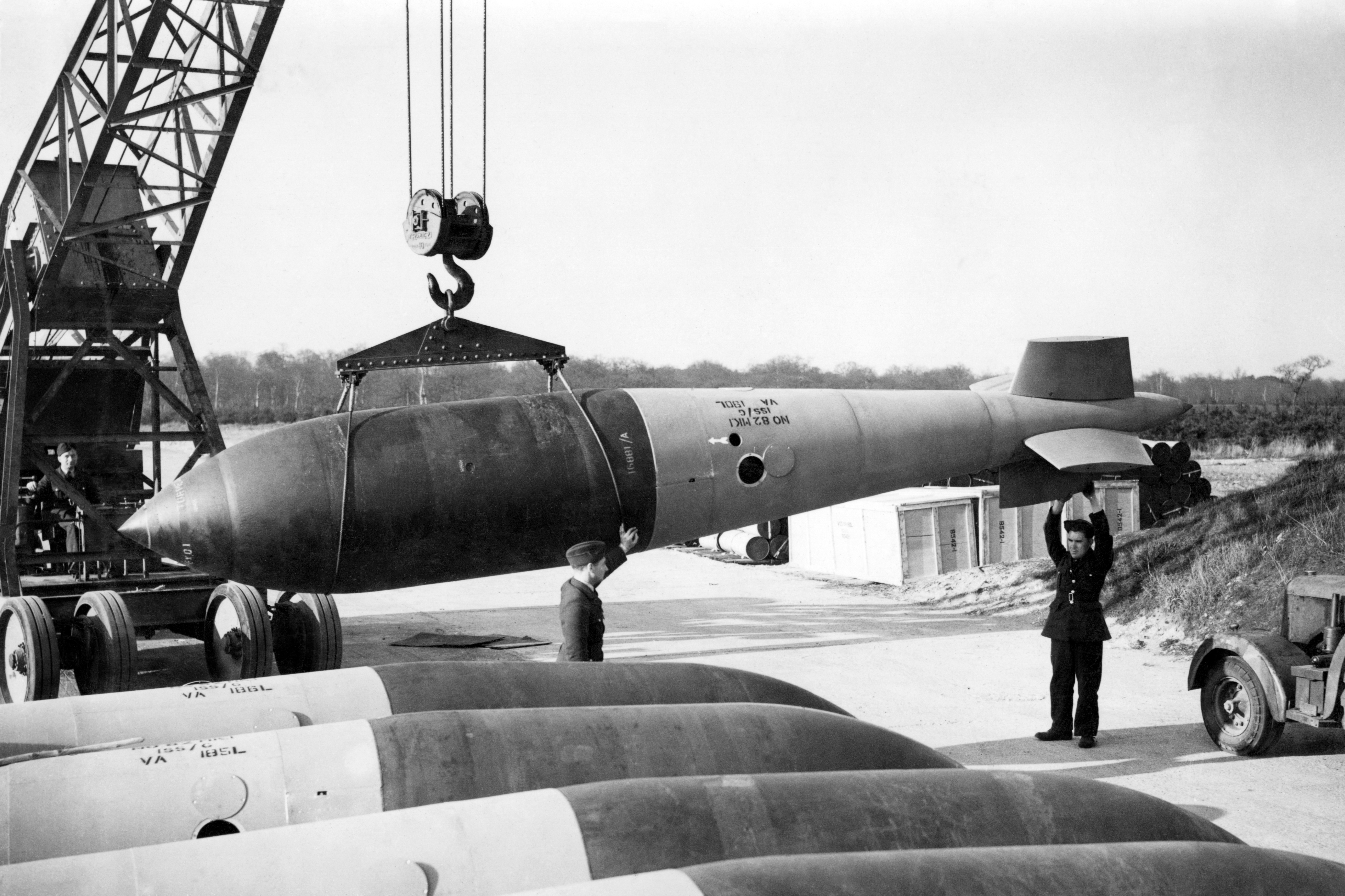
Eine Grand Slam wird im Depot bei Woodhall Spa, Lincolnshire, für einen Abendangriff des 617. RAF-Geschwaders am 22. März 1945 gegen die Eisenbahnbrücke Nienburg auf einen Transportwagen verladen

Die Grand Slam (engl. „Großer Schlag“) ist mit über zehn Tonnen Gewicht eine der schwersten in einem Krieg eingesetzten Fliegerbomben. Die mit konventionellem Sprengstoff gefüllte Sprengbombe wurde Ende 1944 entwickelt und im Zweiten Weltkrieg von den britischen Luftstreitkräften gegen Großziele wie schwer gepanzerte Bunker und Brücken eingesetzt.
Ihr Entwickler, der britische Flugzeugbauingenieur Barnes Wallis, hatte zuvor die 5,4 Tonnen schwere „Tallboy-Bombe“ konstruiert. Da jedoch auch diese bis dahin stärkste Bombe einige Ziele wie die schwerst gepanzerten U-Boot-Bunker der Kriegsmarine in Frankreich und Norddeutschland nicht zerstören konnte, wurde eine noch größere Bombe entwickelt.

## Konstruktion
Die Grand Slam hatte eine aerodynamisch besonders günstige Form, die Leitwerke am langen Heck versetzten sie zur Verbesserung der Zielgenauigkeit in eine stabilisierende Rotation um die Längsachse.
Ihr Mantel aus Stahl besaß eine deutlich höhere Wandstärke als herkömmliche Bomben des Zweiten Weltkriegs, um den Aufprall auf gepanzerte Oberflächen zu überstehen. Er wurde in einem Stück um einen Betonkern in Sand gegossen; nach Entfernung des Betonkerns und dem Härten wurde die Sprengladung portionsweise eingegossen. Der flüssige Sprengstoff benötigte jeweils einen Monat, um auszukühlen und zu erstarren, was die Fertigung stark einschränkte. Wie bei der Tallboy wurden die Bomberbesatzungen daher angewiesen, nicht abgeworfene Bomben wieder zurückzubringen und mit den Bomben an Bord zu landen. Im Zweiten Weltkrieg war es ansonsten aus Sicherheitsgründen vorgeschrieben, nicht eingesetzte Bomben vor der Landung über dem Meer oder über den Stellungen des Atlantikwalls abzuwerfen.
Aus großer Höhe abgeworfen, erreichte die Grand Slam knapp Überschallgeschwindigkeit und konnte vor der Explosion bis zu 40 Meter tief ins Erdreich eindringen.

### Technische Daten
| Typ                   | DP 22000 LB MK.1 (DP=Deep Penetration) | DP 22000 LB MK.1 (DP=Deep Penetration) |
| Länge                 | 7,74 m                                 | 25 ft. 5 in.                           |
| Durchmesser           | 1,17 m                                 | 3 ft. 10 in.                           |
| Gewicht               | 10.160,6 kg                            | 22.400 lbs.                            |
| Sprengladung          | 4.144 kg Hexogen                       | 9.070 lbs.                             |
| Wandungsstärke Nase   | 19,7 cm                                | 7,75 in.                               |
| Wandstärke zum Heck   | 4,45 cm                                | 1,75 in.                               |
| Spannweite der Finnen | 1,32 m                                 | 4 ft. 4 in.                            |
| Eingesetzt            | 41 Stück                               | 41 Stück                               |

## Einsatzplattform

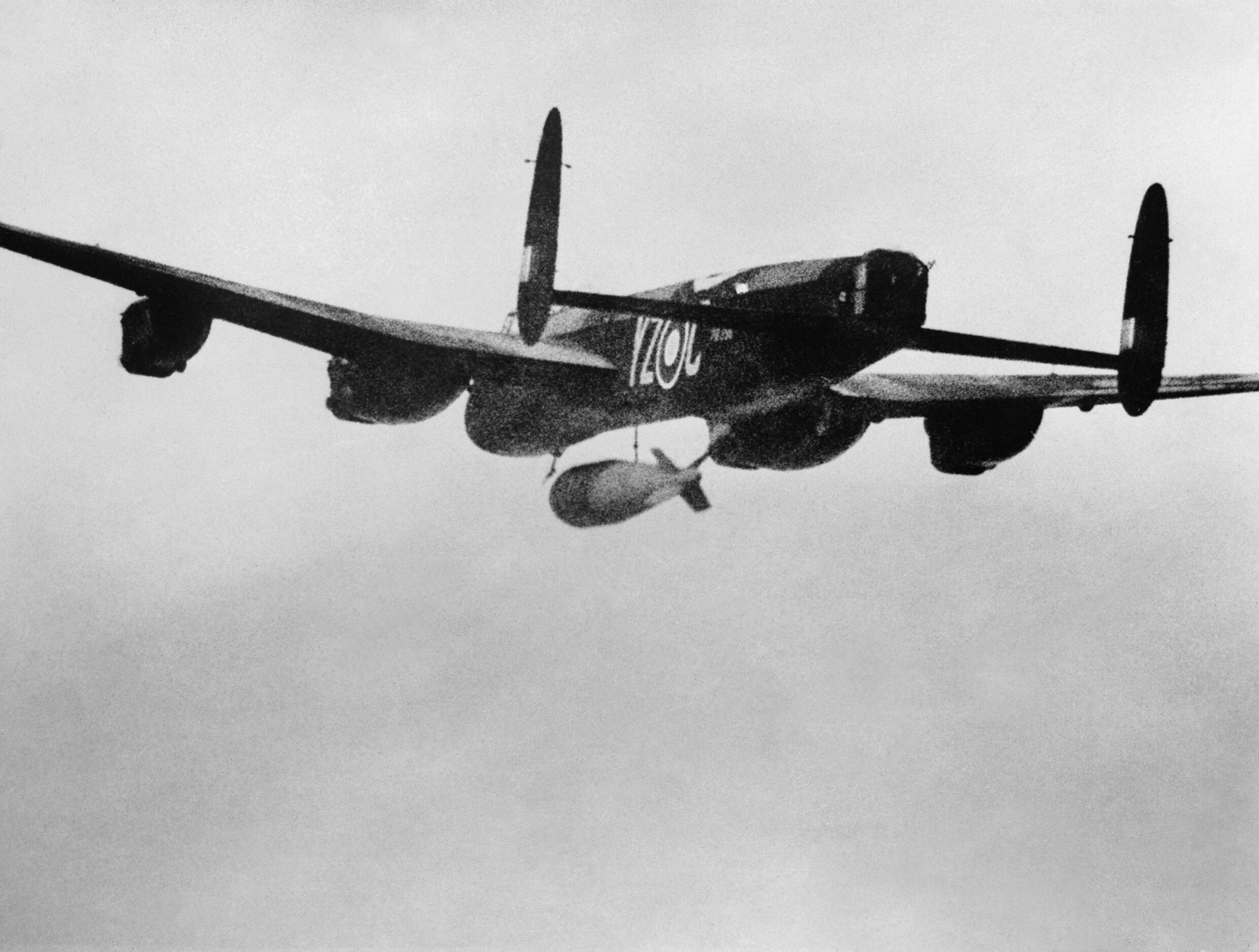
Abwurf einer Grand-Slam-Bombe durch eine Lancaster der No. 617 Squadron auf das Arnsberger Viadukt, März 1945

Als Trägersystem für jeweils eine Grand Slam-Bombe dienten Bomber vom Typ Avro Lancaster in der Sonderausführung BI (Special). Sie unterschieden sich von der herkömmlichen Ausführung durch leistungsgesteigerte Motoren und schubstärkere Propeller; aus Gründen der Gewichtsersparnis und verbesserten Aerodynamik entfielen sämtliche Waffenstände. Zum Einsatz der Tallboy hatten sie ausgestellte Klappen für den Bombenschacht erhalten. Zum Einsatz der Grand Slam wurden die Klappen ganz entfernt und eine Verkleidung montiert. Um die maximale Eindringtiefe zu erreichen, musste die Bombe aus einer Höhe von 6700 Metern abgeworfen werden, so dass bei solchen Einsätzen ihre Zielgenauigkeit eingeschränkt war.

## Einsätze

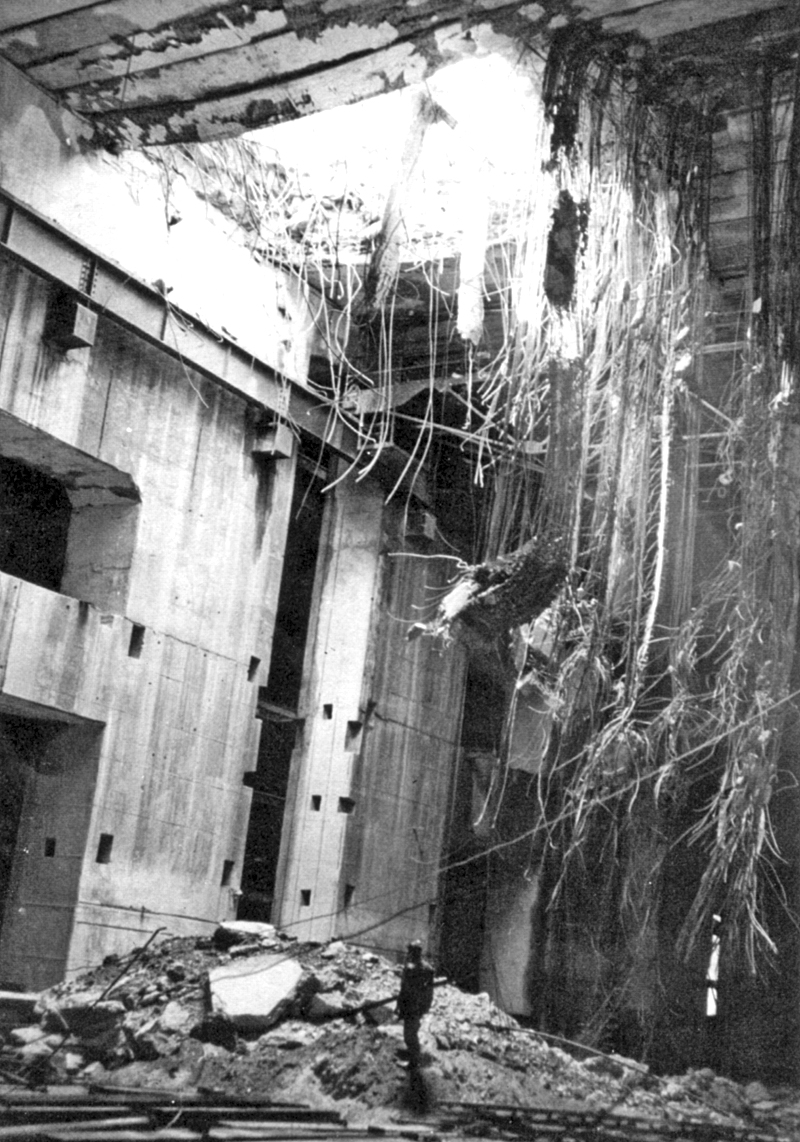
Eine Grand Slam hat die Betondecke des U-Boot-Bunkers Valentin in Bremen durchschlagen

Der Schildescher Viadukt nach seiner Zerstörung durch eine Grand-Slam-Bombe

Da dieses Waffensystem erst gegen Kriegsende verfügbar war, wurde es nur 41 Mal eingesetzt, hauptsächlich gegen Brücken und Viadukte. Seine Wirkung war im Einzelfall jeweils verheerend: Im Umkreis von etwa einhundert Metern bestand praktisch keine Überlebenschance. Die Druckwelle der Explosion verursachte bei Detonation unter der Erdoberfläche eine erdbebenartige Erschütterung, die in der näheren Umgebung auch größere Gebäude einstürzen ließ.
- Der erste Einsatz der Grand Slam erfolgte am 14. März 1945 beim Angriff der No. 617 Squadron der britischen Luftwaffe unter Squadron Leader CC („Jock“) Calder auf den Schildeschen Viadukt in Bielefeld.[1] Durch einen Treffer in unmittelbarer Nähe stürzten zwei der gemauerten Segmente des Bauwerks komplett ein, was den Viadukt unbrauchbar machte. Dabei wurden mehr als 50 Anwohner getötet[2].
- Auch der Viadukt bei Arnsberg wurde am 19. März 1945 schließlich durch eine Grand Slam zerstört, nachdem mehrere Angriffe mit konventionellen Bomben nur kleinere Schäden angerichtet hatten.
- Am 27. März 1945 griffen 18 speziell ausgerüstete Bomber vom Typ Lancaster B Mk.I (Special) der Royal Air Force, die mit 13 Grand Slams, vier Tallboys (je 5,4 t) und zwölf 454-kg-Bomben bewaffnet waren, den U-Boot-Bunker Valentin in Bremen-Rekum an. Zwei Grand Slams drangen in die in der ersten Ausbaustufe befindliche 4,5 Meter starke Decke etwa 2 Meter tief ein. Eine Bombe war mit einem Langzeitzünder ausgestattet, der die Bombe erst Stunden später explodieren ließ. Aufgrund der enormen Sprengkraft gab dann die Decke nach, und es entstand ein 7 bis 8 Meter breites Loch.
- Am 9. April 1945 griff die No. 617 Squadron den U-Bootbunker Fink II in Hamburg mit Tallboys und Grand Slams an und erzielte mehrere Treffer.

Beim Angriff auf das Schlachtschiff Tirpitz am 12. November 1944 wurden keine Bomben vom Typ Grand Slam eingesetzt, da diese zum Zeitpunkt des Angriffes noch nicht einsatzfähig waren. Die Tirpitz wurde von der Royal Air Force durch den Einsatz der nur etwa halb so schweren Bomben vom Typ Tallboy versenkt.